# Лабеталол
Лабеталол — синтетичний антигіпертензивний препарат, що належить до групи неселективних бета-блокаторів, для перорального та парентерального застосування. Лабеталол уперше синтезований році в лабораторії компанії «Allen & Hanburys», яка натепер є підрозділом компанії «GlaxoSmithKline», та застосовується в клінічній практиці з 1971 року.

## Фармакологічні властивості
Лабеталол — синтетичний лікарський препарат, що належить до групи неселективних бета-блокаторів. Лабеталол має також властивості альфа-адреноблокатора із дією на постсинаптичні а α1—адренорецептори. По хімічній структурі є рацематом, який складається з чотирьох стереоізомерів. Співвідношення бета- та альфа-адреноблокуючої активності у лабеталолу складає від 3:1 при прийомі всередину до 7:1 при внутрішньовенному введенні. У результаті взаємодії з α- і β-адренорецепторами, лабеталол має судинорозширювальну дію і зменшує загальний периферичний судинний опір, що призводить до зниження системного АТ без суттєвого зменшення серцевого викиду та розвитку рефлекторної тахікардії. При систематичному застосуванні лабеталол зменшує вираженість гіпертрофії міокарду лівого шлуночка у хворих гіпертонічною хворобою. Лабеталол має також хінідиноподібний мембраностабілізуючий ефект, який проявляється при застосуванні препарату у високих дозах. Лабеталол має незначний вплив на ліпідний обмін. Лабеталол викликає зниження синтезу реніну. У порівнянні з іншими бета-блокаторами лабеталол не зменшує клубочкову фільтрацію і нирковий кровообіг.

### Фармакодинаміка
При прийомі всередину лабеталол швидко та добре всмоктується у шлунково-кишковому тракті, але біодоступність препарату становить лише 25% через ефект першого проходження через печінку. При внутрішньовенному введенні швидко розподіляється в організмі, біодоступність при внутрішньовенному введенні становить 100%. Після внутрішньовенного введення максимальна концентрація препарату досягається протягом 2 хвилин, але через 8,5 хвилин уже знижується. При прийомі всередину гіпотензивний ефект розпочинається через 20—120 хвилин із максимальним ефектом через 1—4 години. Лабеталол у незначній кількості проникає через гематоенцефалічний бар'єр. Препарат проникає через плацентарний бар'єр та виділяється в грудне молоко. Метаболізується лабеталол у печінці. Виводиться препарат із організму переважно нирками, частково із жовчю та калом. Період напіввиведення препарату становить 2,5—8 годин, цей час може збільшуватися при порушенні функції нирок. При нирковій недостатності можлива кумуляція лабеталолу в організмі.

## Показання до застосування
Лабеталол застосовується при гіпертонічному кризі, феохромоцитомі, розшаровуючій аневризмі аорти, гіпертонічній хворобі, артеріальній гіпотензії при відміні клонідину.

## Побічна дія
При застосуванні лабеталолу можливі наступні побічні ефекти: висипання на шкірі, свербіж шкіри, гіперпігментація шкіри, сухість слизової оболонки очей, ортостатична артеріальна гіпотензія, запаморочення, головний біль, втрати свідомості, синусова брадикардія, атріовентрикулярна блокада, підсилення симптомів серцевої недостатності, депресія, парестезія, явища сексуальної дисфункції (імпотенція, порушення еякуляції, зниження лібідо, пріапізм), затримка сечі, гіпоглікемія, кошмарні сновидіння, оборотна алопеція, синдром Лаєлла, підвищення тонусу м'язів бронхів, нудота, блювота, порушення функції печінки, діарея, відчуття втоми, алергічні реакції.

## Протипокази
Лабеталол протипоказаний при підвищеній чутливості до препарату; кардіогенному шоці; гостому інфаркті міокарду; неконтрольованої початкової серцевої недостатності або серцевої недостатності, що рефрактерна до серцевих глікозидів; стенокардії Принцметала; синоатріальній блокаді; АВ-блокаді II-ІІІ ступеня; при бронхообструктивних захворюваннях або бронхіальній астмі; нелікованій феохромоцитомі; брадикардії, артеріальній гіпотензії; метаболічному ацидозі; важких порушеннях периферичного кровообігу. Лабеталол не застосовується у дитячому та підлітковому віці. Лабеталол протипоказаний при вагітності та годуванні грудьми. З обережністю препарат призначається при важких порушеннях функції печінки та нирок, міастенії, цукровому діабеті, тиреотоксикозі, псоріазі.

## Стереохімія
Лабеталол містить два стереогенних центри і складається з чотирьох стереоізомерів, та є сумішшю (R, R)-,  ( S,R)-,  (R,S)- і (S,S)-форм:
| Стереоізомери лабеталолу | Стереоізомери лабеталолу |
| ------------------------ | ------------------------ |
| CAS-Nummer: 75659-07-3   | CAS-Nummer: 83167-24-2   |
| CAS-Nummer: 83167-32-2   | CAS-Nummer: 83167-31-1   |

## Форми випуску
Лабеталол випускається у вигляді таблеток по 0,1 та 0,2 г; 1% розчину в ампулах по 5 мл; 5% розчину в ампулах по 4 мл та 5% розчину в флаконах по 20 мл.